# Helter Shelter
Helter Shelter, llamado Buscando refugio desesperadamente en España y Un nuevo hogar en Hispanoamérica, es un episodio perteneciente a la decimocuarta temporada de la serie de animación Los Simpson, emitido originalmente el 1 de diciembre de 2002. El episodio fue escrito por Brian Pollack y Mert Rich, y Mark Kirkland fue el director. Es el último capítulo de la serie en usar la coloración tradicional.

## Sinopsis
Todo comienza cuando, luego de que Homer sufre una lesión de cerebro en el trabajo, el Sr. Burns le ofrece a él y a su familia boletos en un lujoso palco para ver un juego de hockey, para compensarlo. Lisa recibe el palo de un jugador del equipo, ya que durante todo el partido le había gritado consejos. Sin embargo, unas termitas, las cuales estaban viviendo en el palo de hockey, salen del mismo y comen todas las cosas de madera de la casa de los Simpson. Un exterminador les dice que su casa debía ser cubierta y fumigada, por lo que no podrían vivir allí por seis meses. Sin embargo, la familia no tenía a dónde ir. Primero tratan de quedarse con Lenny y con Jeff Albertson, pero sus departamentos eran demasiado raros. En la taberna de Moe, su último punto de visita, Barney y Carl les cuentan sobre un reality show, en donde una familia era puesta en una casa de estilo victoriano, en donde vivirían como si estuviesen en el año 1895. Homer, al principio, no quiere aceptar la oferta, pero finalmente van al reality show.
En el estudio, los ejecutivos observan a muchas familias, hasta que finalmente seleccionan a los Simpson, luego de ver las reacciones de Homer ante lo que ocurría. Pronto son llevados a la casa victoriana, en donde les dicen que serían filmados las 24 horas del día. La única cosa que había en la casa del siglo XX (XXI para la versión hispanoaméricana) era un "Confesionario", el cual era una pequeña habitación con una cámara de vídeo, en donde podían decir lo que pensaran sobre la casa y su familia en general. La familia lucha con los drásticos cambios en su vida cotidiana, y se sienten muy mal, para gran agrado del público. Homer trata de alegrar a la familia, diciendo que deberían estar felices de salir en TV, y comienzan a conformarse con sus nuevas vidas. Este cambio de actitud no entretiene al público, sin embargo, y el programa comienza a perder televidentes. En un intento por salvar el programa, los ejecutivos deciden llevar a Squiggy de "Laverne & Shirley" a la casa. Sin embargo, su presencia no eleva los índices de audiencia. Finalmente, uno de los ejecutivos tiene la idea de lanzar la casa a un río.
Los Simpson quedan sorprendidos al ver lo que ocurría y la casa finalmente se destruye al desplomarse sobre la tierra. El canal en el cual se emitía el programa filmaba todo lo ocurrido, encantados con el drama que se desarrollaba. Cuando los ejecutivos se reúnen a almorzar, les niegan a los Simpson siquiera un poco de comida. Más tarde, la familia se encuentra con un grupo de gente de aspecto salvaje, quienes revelan ser participantes de otros reality shows, quienes habían sido abandonados por los ejecutivos de los canales al haber tenido poco índice de audiencia. Junto con los Simpson, el grupo decide unirse y enfrentar a los ejecutivos, para así regresar a la civilización. Juntos, atacan a todos y logran vencerlos.
Finalmente, de vuelta en casa, Homer decide mirar programas por televisión, pero la familia disfruta más viéndolo poner su ojo en la boca de la manguera, mojándose a sí mismo.